# パストゥール・ビジムング
パストゥール・ビジムング（Pasteur Bizimungu, 1950年 - ）は、ルワンダの政治家、第4代大統領。フツ族。

## 初期の経歴
1950年にルワンダのギセニ県に生まれる。政治学者の Filip Reyntjens によれば、ビジムングは1970年代に学生として急進的な反ツチ族グループと関係を持っていた。しかし後にはフツ系政権に対抗するルワンダ愛国戦線（RPF）に加わることになった。妻のセラフィナはツチ族の出身である。ビジムングは1994年のルワンダ虐殺の後、ルワンダの大統領を務めた。

## 開発国民革命運動との関係
1980年代と1990年代に、ビジムングは1994年までルワンダを統治した開発国民革命運動（MRND）の政府内で勤務していた。1990年より以前、ビジムングはフツ系大統領のジュベナール・ハビャリマナと密接な関係にあった。この期間中、ビジムングは国営電力会社であるエレクトロガズ社（Electrogaz）の社長を含むいくつかの役職を務めた。
1990年に兄弟のルワンダ国軍の大佐が殺害された後、ビジムングはルワンダ愛国戦線（RPF）に加わった。当時、RPFはウガンダからルワンダへ侵入し、ルワンダ紛争を開始したばかりであった。ビジムングはベルギーで亡命生活を送っていたが、RPFへ加入後は党のブリュッセル本部において情報責任者を勤めた。また、1993年に成立したアルーシャ協定における交渉を支援した。
1994年4月6日に発生した飛行機撃墜事件によってハビャリマナ大統領が死亡した後、民族過激派がルワンダ虐殺を引き起こすことになった。

## 大統領職
1994年7月、RPFが国政を掌握し、ルワンダの統一政府を樹立した。事実上のRPFの指導者であるポール・カガメが副大統領に選出され、ビジムングが大統領となった。
ビジムング政権の時代、多くの者がビジムングは単なる名目的な存在であると考えており、カガメが実権を保持していた。すぐにビジムングは反対意見に対する抑圧が不当なものであると主張したことに関してカガメとは相容れない立場にあることを理解した。一方でビジムングの批判者は汚職についてビジムングを非難し、ビジムングが腐敗した大臣を問責する議会の試みを阻止し、ビジムングが関わる建設現場から強制退去させられた住民への補償を支払うことを拒否した上に、2台のトラックをコンゴ民主共和国で登録することによってルワンダの税から逃れたと主張した。
ビジムングは2000年3月に新しい閣僚の入閣をめぐる対立が原因となって辞任し、カガメが大統領となった。

## 民主革新党
ビジムングは2001年5月にルワンダ語で「ウブヤンジャ」（Ubuyanja）として知られる、民主革新党（PDR）を設立した。しかし政府によってほぼ即座に活動を禁止され、フツ族の過激派組織であるとして非難された。ビジムングは逮捕され、アムネスティ・インターナショナルはビジムングを「良心の囚人」に認定した。
ビジムングは党の活動を継続したために自宅軟禁下に置かれ、2002年4月19日に国家の安全保障を脅かしたとして起訴された。2004年6月7日に、民兵組織を結成しようとした罪、暴力を扇動した罪、そして横領罪についてそれぞれ5年、合計で15年の実刑判決を受け、連続して執行されることになった。ビジムングは控訴したものの、ビジムングが最初に起訴された犯罪とは異なる犯罪で有罪判決を受けたという事実に基づき、2006年2月17日に最高裁判所によって却下された。
ビジムングはポール・カガメ大統領の恩赦によって2007年4月6日に釈放された。しかしカガメは恩赦の理由について説明をしなかった。PDRの共同設立者であり、後に共同被告となったチャールズ・ンタキルティンカは2011年4月の時点でも刑務所に残っており、アムネスティ・インターナショナルの「優先的案件」に指定された。ンタキルティンカは2012年3月1日に10年間の刑期を終え出所している。